# NFL prvaci (1920. – 1969.)
Popis prvaka National Football League u razdoblju između 1920. i 1969. godine, prije ujedinjenja National Football League (NFL) i  American Football League (AFL) u novu National Football League (NFL). Između 1920. i 1932. prvaci su određeni stanjem na tablici, a osnova je bila postotak dobivenih i izgubljenih utakmica. Od 1933. prvak se dobiva nakon doigravanja (play-offa), a finale je bilo na jednu utakmicu. Iako je prvi Super Bowl organiziran za 1966. (igran u siječnju 1967.), NFL i AFL su još četiri godine bile odvojene lige.

## Popis NFL prvaka i doprvaka
| Sezona                                   | Prvak                    | Doprvak                  |
| ---------------------------------------- | ------------------------ | ------------------------ |
| 1920. – 1932. Na osnovu rezultata u ligi |                          |                          |
| 1920.                                    | Akron Pros               | Decatur Staleys          |
| 1921.                                    | Chicago Staleys          | Buffalo All-Americans    |
| 1922.                                    | Canton Bulldogs          | Chicago Bears            |
| 1923.                                    | Canton Bulldogs          | Chicago Bears            |
| 1924.                                    | Cleveland Bulldogs       | Chicago Bears            |
| 1925.                                    | Chicago Cardinals        | Pottsville Maroons       |
| 1926.                                    | Frankford Yellow Jackets | Chicago Bears            |
| 1927.                                    | New York Giants          | Green Bay Packers        |
| 1928.                                    | Providence Steam Rollers | Frankford Yellow Jackets |
| 1929.                                    | Green Bay Packers        | New York Giants          |
| 1930.                                    | Green Bay Packers        | New York Giants          |
| 1931.                                    | Green Bay Packers        | Portsmouth Spartans      |
| 1932.                                    | Chicago Bears            | Portsmouth Spartans      |
| 1933. – 1965. Doigravanje                |                          |                          |
| 1933.                                    | Chicago Bears            | New York Giants          |
| 1934.                                    | New York Giants          | Chicago Bears            |
| 1935.                                    | Detroit Lions            | New York Giants          |
| 1936.                                    | Green Bay Packers        | Boston Redskins          |
| 1937.                                    | Washington Redskins      | Chicago Bears            |
| 1938.                                    | New York Giants          | Green Bay Packers        |
| 1939.                                    | Green Bay Packers        | New York Giants          |
| 1940.                                    | Chicago Bears            | Washington Redskins      |
| 1941.                                    | Chicago Bears            | New York Giants          |
| 1942.                                    | Washington Redskins      | Chicago Bears            |
| 1943.                                    | Chicago Bears            | Washington Redskins      |
| 1944.                                    | Green Bay Packers        | New York Giants          |
| 1945.                                    | Cleveland Rams           | Washington Redskins      |
| 1946.                                    | Chicago Bears            | New York Giants          |
| 1947.                                    | Chicago Cardinals        | Philadelphia Eagles      |
| 1948.                                    | Philadelphia Eagles      | Chicago Cardinals        |
| 1949.                                    | Philadelphia Eagles      | Los Angeles Rams         |
| 1950.                                    | Cleveland Browns         | Los Angeles Rams         |
| 1951.                                    | Los Angeles Rams         | Cleveland Browns         |
| 1952.                                    | Detroit Lions            | Cleveland Browns         |
| 1953.                                    | Detroit Lions            | Cleveland Browns         |
| 1954.                                    | Cleveland Browns         | Detroit Lions            |
| 1955.                                    | Cleveland Browns         | Los Angeles Rams         |
| 1956.                                    | New York Giants          | Chicago Bears            |
| 1957.                                    | Detroit Lions            | Cleveland Browns         |
| 1958.                                    | Baltimore Colts          | New York Giants          |
| 1959.                                    | Baltimore Colts          | New York Giants          |
| 1960.                                    | Philadelphia Eagles      | Green Bay Packers        |
| 1961.                                    | Green Bay Packers        | New York Giants          |
| 1962.                                    | Green Bay Packers        | New York Giants          |
| 1963.                                    | Chicago Bears            | New York Giants          |
| 1964.                                    | Cleveland Browns         | Baltimore Colts          |
| 1965.                                    | Green Bay Packers        | Cleveland Browns         |
| Pobjednik ide u Superbowl                |                          |                          |
| 1966.                                    | Green Bay Packers        | Dallas Cowboys           |
| 1967.                                    | Green Bay Packers        | Dallas Cowboys           |
| 1968.                                    | Baltimore Colts          | Cleveland Browns         |
| 1969.                                    | Minnesota Vikings        | Cleveland Browns         |

## Klubovi po uspješnosti
| Klub                     | Godine osvajanja                                                            | Drugoplasirani / finalist                                                                 | Prijašnji nazivi kluba, napomene           |
| Green Bay Packers        | 1929., 1930., 1931., 1936., 1939., 1944., 1961., 1962., 1965., 1966., 1967. | 1927., 1938., 1960.                                                                       |                                            |
| Chicago Bears            | 1921., 1932., 1933., 1940., 1941., 1943., 1946., 1963.                      | 1920., 1922., 1923., 1924., 1926., 1934., 1937., 1942., 1956.                             | Decatur Staleys Chicago Staleys            |
| New York Giants          | 1927., 1934., 1938., 1956.                                                  | 1929., 1930., 1933., 1935., 1939., 1941., 1944., 1946., 1958., 1959., 1961., 1962., 1963. |                                            |
| Cleveland Browns         | 1950., 1954., 1955., 1964.                                                  | 1951., 1952., 1953., 1957., 1965., 1968., 1969.                                           |                                            |
| Detroit Lions            | 1935., 1952., 1953., 1957.                                                  | 1931., 1932., 1954.                                                                       | Portsmouth Spartans                        |
| Philadelphia Eagles      | 1948., 1949., 1960.                                                         | 1947.                                                                                     |                                            |
| Indianapolis Colts       | 1958., 1959., 1968.                                                         | 1964.                                                                                     | Baltimore Colts                            |
| Washington Redskins      | 1937., 1942.                                                                | 1936., 1940., 1943., 1945.                                                                | Boston Redskins                            |
| Los Angeles Rams         | 1945., 1951.                                                                | 1949., 1950., 1955.                                                                       | Cleveland Rams                             |
| Arizona Cardinals        | 1925., 1947.                                                                | 1948.                                                                                     | Chicago Cardinals                          |
| Canton Bulldogs          | 1922., 1923.                                                                |                                                                                           | klub više ne postoji                       |
| Frankford Yellow Jackets | 1926.                                                                       | 1928.                                                                                     | klub više ne postoji                       |
| Akron Indians            | 1920.                                                                       |                                                                                           | Akron Pros klub više ne postoji            |
| Cleveland Bulldogs       | 1924.                                                                       |                                                                                           | klub više ne postoji                       |
| Providence Steam Rollers | 1928.                                                                       |                                                                                           | klub više ne postoji                       |
| Minnesota Vikings        | 1969.                                                                       |                                                                                           |                                            |
| Dallas Cowboys           |                                                                             | 1966., 1967.                                                                              |                                            |
| Buffalo Bisons           |                                                                             | 1921.                                                                                     | Buffalo All-Americans klub više ne postoji |
| Boston Bulldogs          |                                                                             | 1925.                                                                                     | Potsville Maroons klub više ne postoji     |

## Poveznice
- National Football League
- Super Bowl
- National Football Conference
- Prvaci konferencija NFL-a